# Rynek Główny w Krakowie

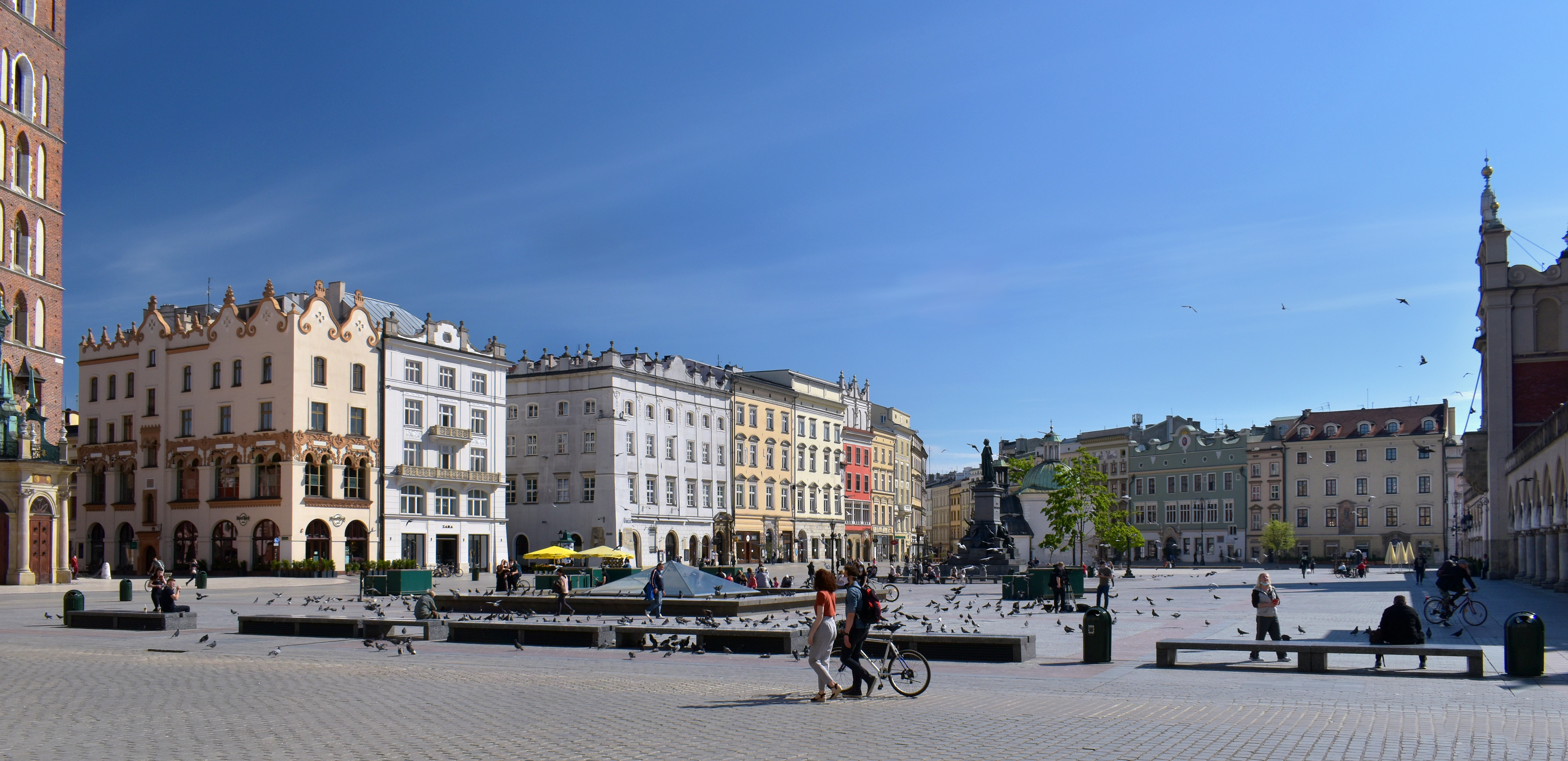
Rynek Główny część wschodnia, widziany z północy.

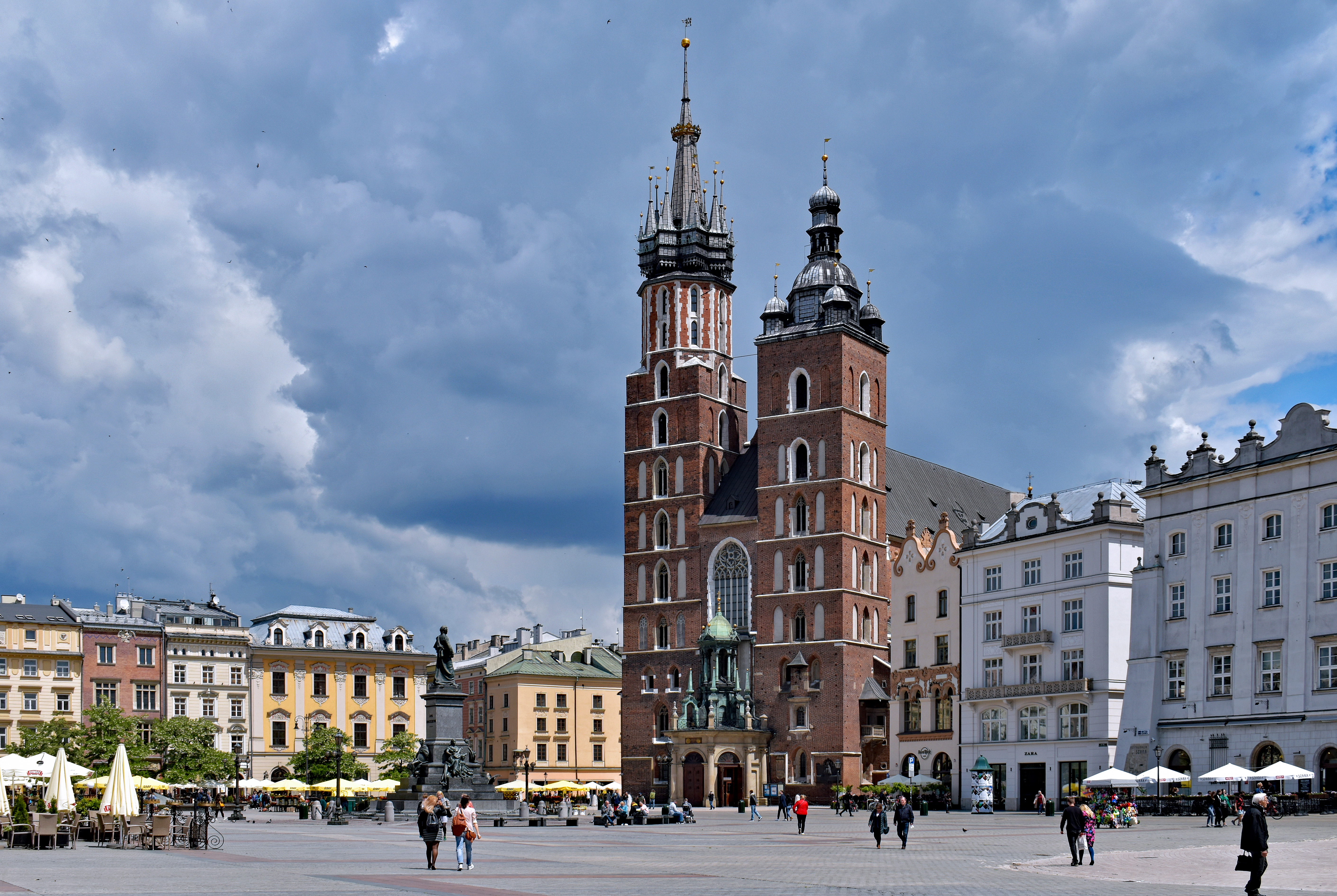
Rynek Główny, północno-wschodni narożnik i kościół Mariacki.

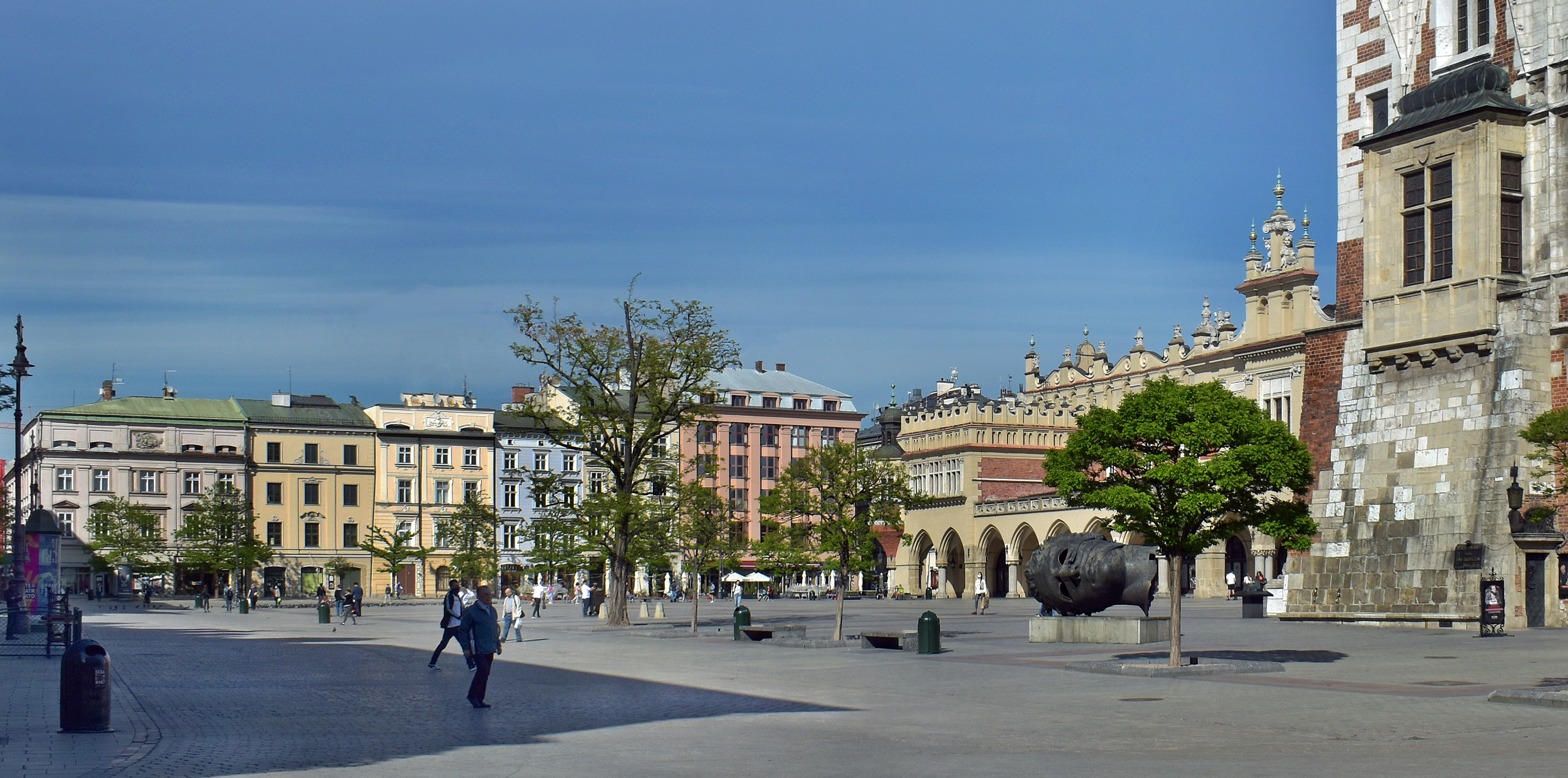
Rynek Główny część zachodnia, widziany z południa.

Rynek Główny – plac w Krakowie, w dzielnicy I Stare Miasto, na Starym Mieście.
Wytyczony został w 1257 podczas lokacji Krakowa, na północ od Okołu i jego przedpola, jako główny rynek miasta. Zbiegało się do niego 11 głównych ulic, był centralnym punktem handlu miejskiego. Znajdował się na nim ratusz. Na wschód od niego wytyczono rynek pomocniczy, obecny Mały Rynek.
Zajmuje cztery kwartały miasta lokowanego na prawie magdeburskim, wytyczonego w układzie szachownicowym; ma kształt kwadratu 200 × 200 m, w części południowej dostosowanego do przedlokacyjnej zabudowy Okołu. Przez rynek przebiega Droga Królewska, główny trakt komunikacyjny miasta średniowiecznego, wiodący od Bramy Floriańskiej przez Stare Miasto i Okół na Zamek Królewski na Wawelu. Do rynku od strony wschodniej przylega plac Mariacki, otaczający kościół Mariacki.
Jest największym (4 ha powierzchni) placem Krakowa, a także jednym z największych rynków w Europie (w Polsce większe są w Olecku – ponad 5,5 ha i Latowiczu – ok. 4,3 ha.
Przestrzeń Rynku była w przeszłości gęsto zabudowana, obecnie znajdują się na nim tylko: kościół św. Wojciecha, świątynia, pierwotnie romańska, została ufundowana jeszcze przed lokacją Krakowa, Sukiennice oraz wieża ratuszowa, pozostałość krakowskiego ratusza zburzonego w 1820 r.
Wspomniany w źródłach po raz pierwszy około 1300, po niemiecku, jako Ringe. Do 1900 nosił tylko nazwę Rynek. Potrzeba wyróżnienia go pojawiła się gdy miasto pochłaniało okoliczne miejscowości mające swoje place targowe - rynki.
Co roku na rynku odbywa się jarmark bożonarodzeniowy. W dawnych czasach miały miejsce cztery targi, a dwa największe to na św. Stanisława i na św. Michała. W 2024 roku było 105 stoisk handlowych i gastronomicznych, gdzie towar prezentowali kupcy z Polski i innych krajów. W kuźni kowalstwa można było nabyć podkówkę ze swoim imieniem. Rynek Główny w okresie bożonarodzeniowym był przyozdobiony ponad 600 choinkami pochodzącymi z plantacji świerków. Wśród stoisk stała drewniana szopka wykonana przez rzeźbiarza i twórcę ludowego Józefa Lasika ze Stryszawy.

## Rynek i jego otoczenie
Wszystkie kamienice i pałace wokół Rynku to kilkusetletnie obiekty zabytkowe. Mieszczą się w nich m.in.: Muzeum Historyczne Miasta Krakowa i Międzynarodowe Centrum Kultury oraz sklepy z ekskluzywnymi towarami. Najbardziej znane restauracje to Wierzynek (nr 15) i Hawełka – Tetmajerowska (nr 34). Inne: Wentzl (nr 19), Redolfi (nr 38) i Pod Słońcem (nr 43). Kawiarnia Vis a Vis pod nr 29 była ulubionym miejscem Piotra Skrzyneckiego, twórcy kabaretu „Piwnica pod Baranami”. Jego figura w charakterystycznym kapeluszu gości nadal w kawiarnianym ogródku lokalu.
Na rynku znajdują się:
- Kościół św. Wojciecha
- Wieża ratuszowa
- Sukiennice
- Pomnik Adama Mickiewicza
- Pomnik Piotra Skrzyneckiego
- Płyta upamiętniająca wejście Polski do Unii Europejskiej
- Płyta upamiętniająca insurekcję kościuszkowską
- Płyta upamiętniająca Hołd Pruski 1525 roku
- Rzeźba Igora Mitoraja
- Studzienka im. Walentego Badylaka.

Wokół niego:
- Kościół Mariacki
- szereg zabytkowych kamienic

Od czasu powstania placu jego poziom podniósł się w niektórych miejscach o ponad 5 m (z zewnątrz najłatwiej to zauważyć koło kościoła św. Wojciecha oraz obok kościoła Mariackiego. 
We wrześniu 2010 otwarto Podziemia Rynku, oddział Muzeum Historycznego Miasta Krakowa. 
Pod rynkiem znajdują się także m.in. piwnice i mini-muzeum archeologiczne w podziemiach kościoła św. Wojciecha. Istnieje podziemne połączenie wieży ratuszowej i Sukiennic, a poniżej głównej ich hali znajduje się długa na 100 m i wysoka na 5 m hala średniowieczna. Inna ukryta pod powierzchnią rynku przestrzeń w okolicach Sukiennic to leżące od strony ul. Siennej, tzw. Kramy Bogate (ok. 1200 m²).
W celu podniesienia atrakcyjności, zwiększenia bezpieczeństwa oraz ograniczenia zanieczyszczeń, na Rynku Głównym w Krakowie i w okolicy wprowadzono strefy piesze i strefy pieszo-rowerowe.

## Historia
Rynek Główny jest największym placem Krakowa i jednym z największych średniowiecznych rynków Europy. 
Kraków lokował na prawie magdeburskim 5 czerwca 1257 roku książę krakowski Bolesław Wstydliwy. Rynek został wytyczony przez ówczesnych wójtów Gedko Stilvoyta, Jakuba z Nysy i Dytmara z Wrocławia w oparciu o regularną siatkę mierniczą jako kwadratowy plac o boku nieznacznie przekraczającym 200 metrów, z deformacjami wynikającymi z konieczności dostosowania do pozostałości osadnictwa (kościół Mariacki i kościół św. Wojciecha). Powstał z myślą, by miejscowi oraz podążający szlakami handlowymi kupcy mieli dość miejsca do handlu. Pozostałością licznych niegdyś kramów kupieckich są znajdujące się w centrum Rynku Sukiennice.
Rynek Główny początkowo był własnością władcy. W 1358 Kazimierz Wielki zrzekł się prawa do większości obiektów na nim na rzecz miasta. Pierwsza wzmianka pochodzi z roku 1300, występuje on pod nazwą Rynek, Ring, Circulus lub Forum, nazwy te przetrwały do 1882 roku. Później występuje pod nazwą Rynek Główny.
Od początków XIV do XVIII wieku poszczególne fragmenty rynku nosiły oddzielne nazwy, związane zazwyczaj z rodzajem prowadzonego tam handlu. Całą północną część (według innych źródeł – tylko jej część) określano mianem „Kurzego targu”, zwanego również niekiedy „Kurniczym rynkiem”. Zajmował prawdopodobnie teren od ul. Sławkowskiej do ul. Floriańskiej. W północno-zachodnim narożniku, między Sukiennicami a wylotem ul. Szczepańskiej, znajdował się wzmiankowany w 1343 r. „Targ solny”. Natomiast na terenie pomiędzy ratuszem a połacią od ul. Wiślnej do ul. Brackiej umiejscowiony był „Targ węglowy”. Od wylotu ul. Brackiej do wylotu ul. Grodzkiej rozciągał się „Rynek ołowny”, zwany także „Ołownym dworem”. Pomiędzy kościółkiem św. Wojciecha a linią wylotu ul. Siennej, naprzeciw Szarej Kamienicy, znajdował się „Żydowski rynek”, którego inna nazwa to „Żydowski targ”. Prawdopodobnie naprzeciw wylotu ul. Brackiej, obok południowej ściany Sukiennic, tam, gdzie w roku 1525 odbył się hołd pruski, umiejscowiony był rejon zwany „Na Goldzie”. Miejsce to w XVII i XVIII w. nazywano „na majestacie” lub też „theatrum”. Obok wymienionych, zlokalizowanych nazw części Rynku, źródła wspominają miejsca, których położenie trudno obecnie ustalić – „Rybny targ”, „Chlebowy targ”, „Bednarzy targ” i „Rakowy targ”.

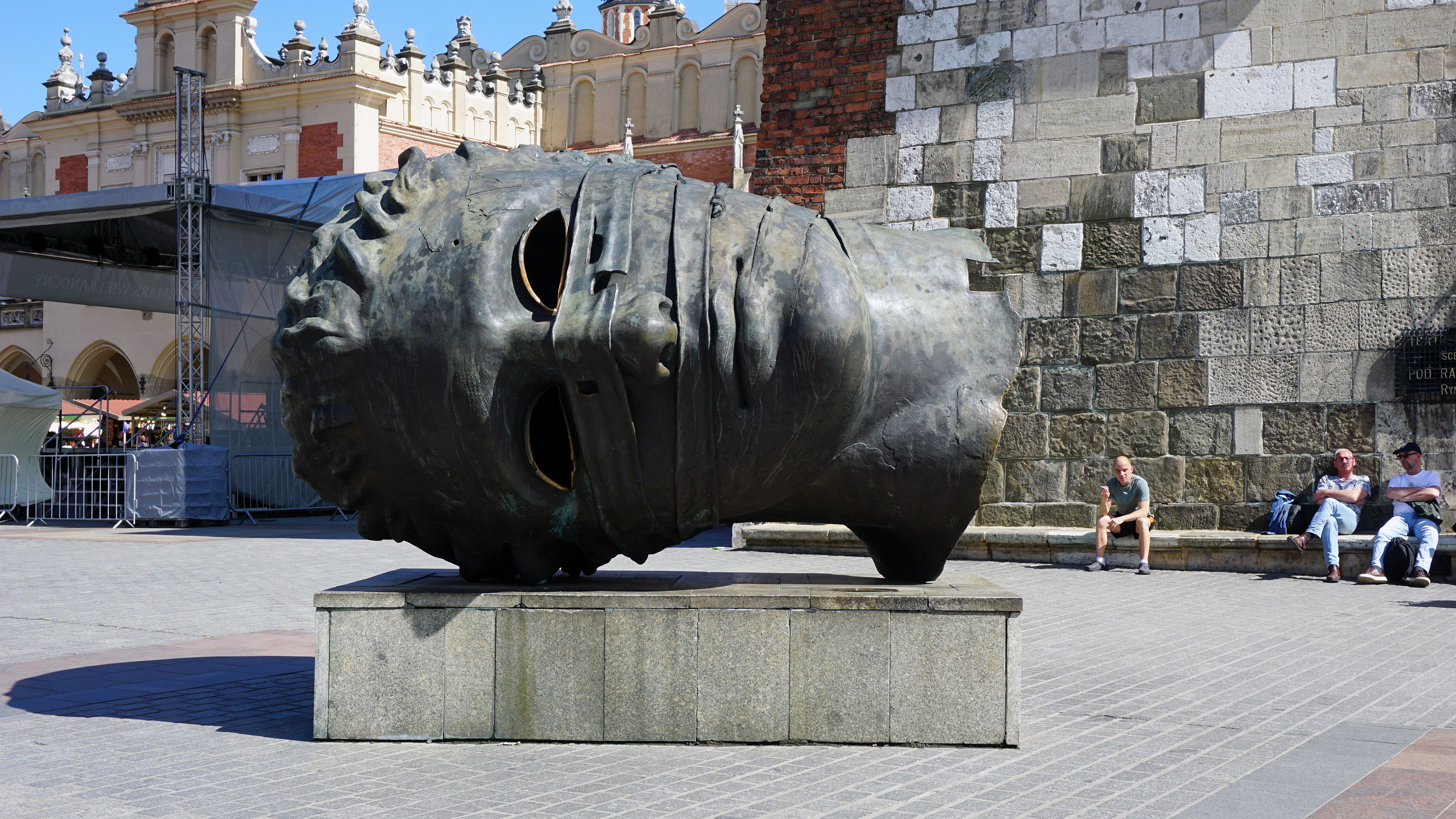
Rzeźba „Eros bendato” (Eros spętany) autorstwa Igora Mitoraja.

Ówczesna nazwa Ring pochodzi od ulicy obiegającej rynek. Z każdego boku placu wychodzą trzy równoległe do siebie ulice, z wyjątkiem ulicy Grodzkiej, która prawdopodobnie istniała przed lokacją. Cztery ulice (św. Jana, Sienna, Bracka oraz Szewska) przecinające się w środku tworzą cztery kwartały administracyjne: Sławkowski, Rzeźniczy, Grodzki i Garncarski. Jest to pozostałość po rzymskiej tradycji wytyczania miast w oparciu o dwie krzyżujące się osie (w Krakowie skrzyżowanie przypadło w tzw. krzyżu Sukiennic). W drugiej połowie XIII w. powstały pierwsze obiekty murowane: Sukiennice, sąsiadujące z nimi od wschodu Kramy Bogate (do handlu towarami luksusowymi, o formie zbliżonej do Sukiennic, z 64 komorami handlowymi) i niektóre kamienice. W XIV w. wzniesiono przeważającą część kamienic, ratusz z domem notariusza, Wagę Wielką (Ołowianą), pomiędzy Sukiennicami a kościołem Św. Wojciecha, Wagę Małą (Woskową) po wschodniej stronie Kramów Bogatych. Około połowy XIV w. Sukiennice uzyskały formę, która z pewnymi modyfikacjami w XVI i XIX w. przetrwała do dziś. Zachowany ciąg kramów zamykały od południa i północy postrzygalnie (pomieszczenia urzędu pomiaru sukna), północną z nich nazwano później Syndykówką. Murowaną zabudowę handlową otaczała gęstwina drewnianych kramów (jatek), użytkowanych przez przedstawicieli różnych profesji.
Rynek Główny skupiał znaczną część krakowskich, średniowiecznych rezydencji (kamienica Margrabska, pałac Pod Krzysztofory, pałac Zbaraskich, Szara Kamienica) oraz okazałe pałace związane z władzą miejską i królewską (kamienica Hetmańska i kamienica Montelupich).
Pierwszy bruk założono w drugiej połowie XIV w. W 1373 roku wydano zarządzenie o obowiązku utrzymywania czystości na ulicy przez właścicieli przyległych kamienic. W wieku XVI i pierwszej połowie XVII została zmieniona forma i dekoracja architektoniczna wszystkich budynków Rynku Głównego z wyjątkiem kościoła Mariackiego. Największą budowlą niesakralną był krakowski ratusz powiększony o spichlerz. W pobliżu narożników Rynku Głównego znajdowały się drewniane rząpia (zbiorniki na wodę), zasilane z rurmusu (wodociąg), których pozostałości zostały ujawnione w badaniach archeologicznych. Od połowy XVI w. parterowe pomieszczenia kamienic zamieniane były na sklepy, składy i kantory (w pałacach magnackich, m.in. w Szarej Kamienicy pomieszczenia wynajmowali głównie kupcy żydowscy, stąd na początku XVII w. u wylotu ul. Siennej powstał Targ Żydowski). W kamienicach i pałacach rynkowych znajdowały siedzibę pierwsze instytucje nowożytne (kantor bankowy w kamienicy Pod Krukiem, poczta w kamienicy Montelupich).

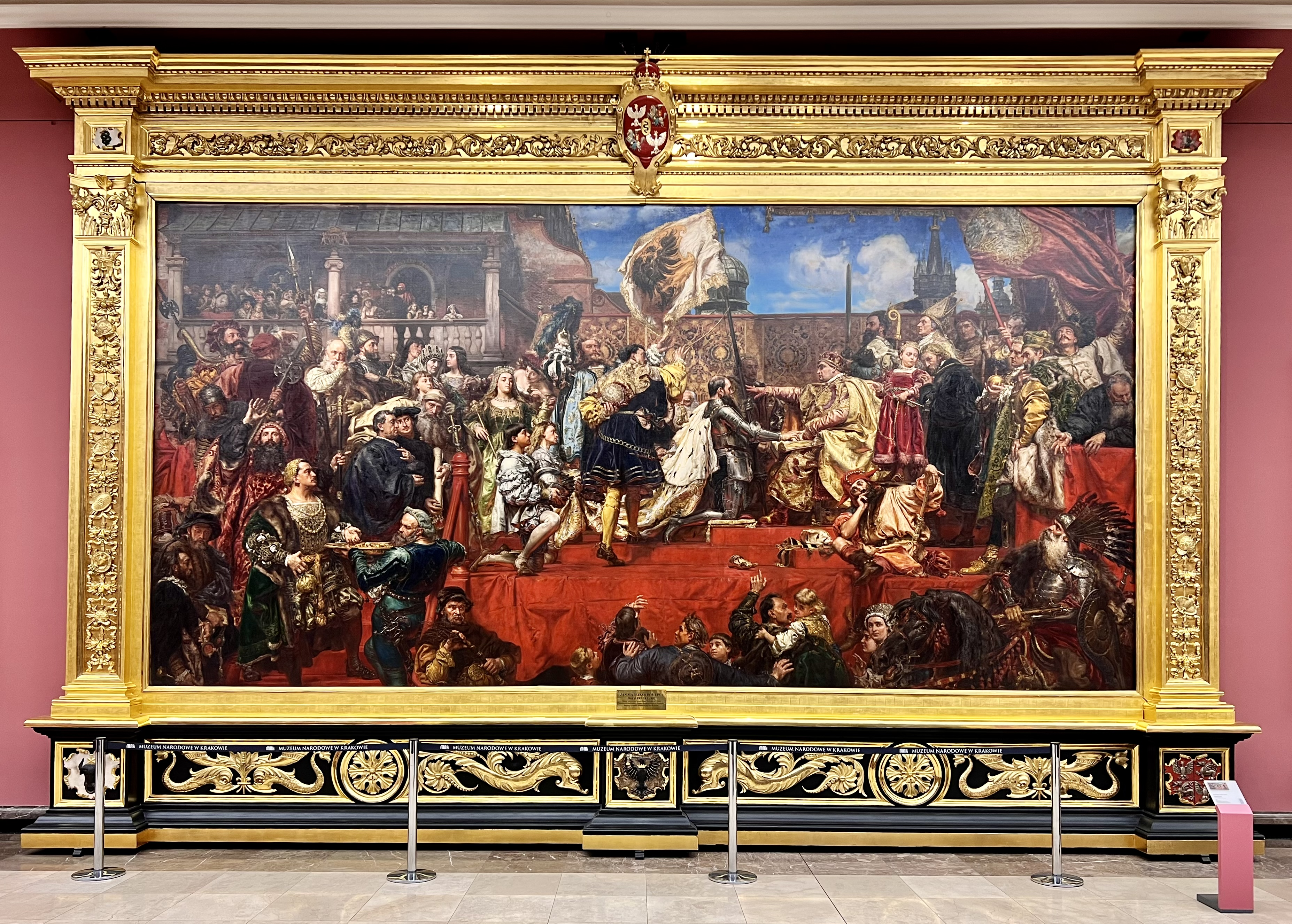
Hołd pruski, Jan Matejko

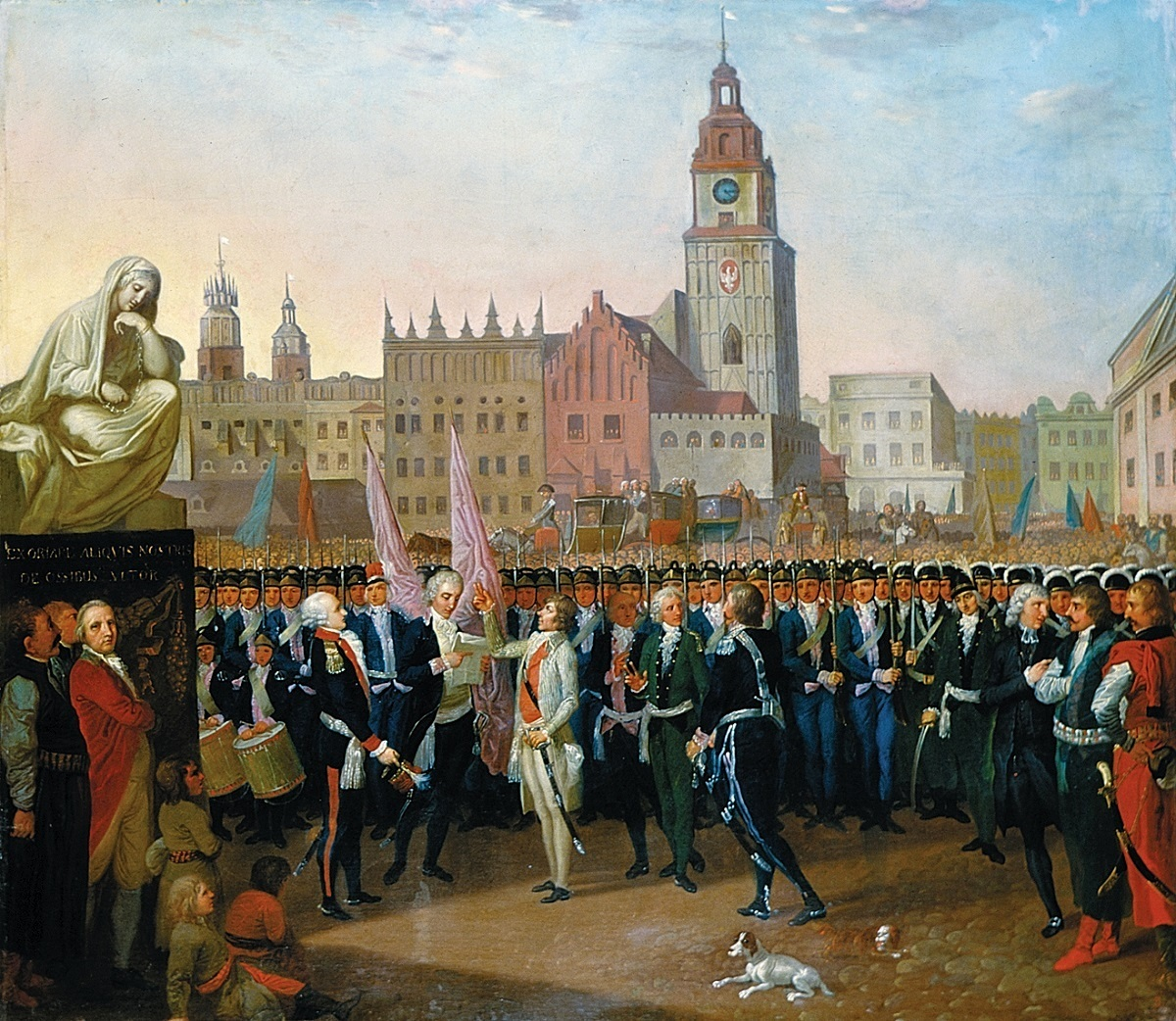
Przysięga Kościuszki na Rynku w Krakowie, Franciszek Smuglewicz, 1797

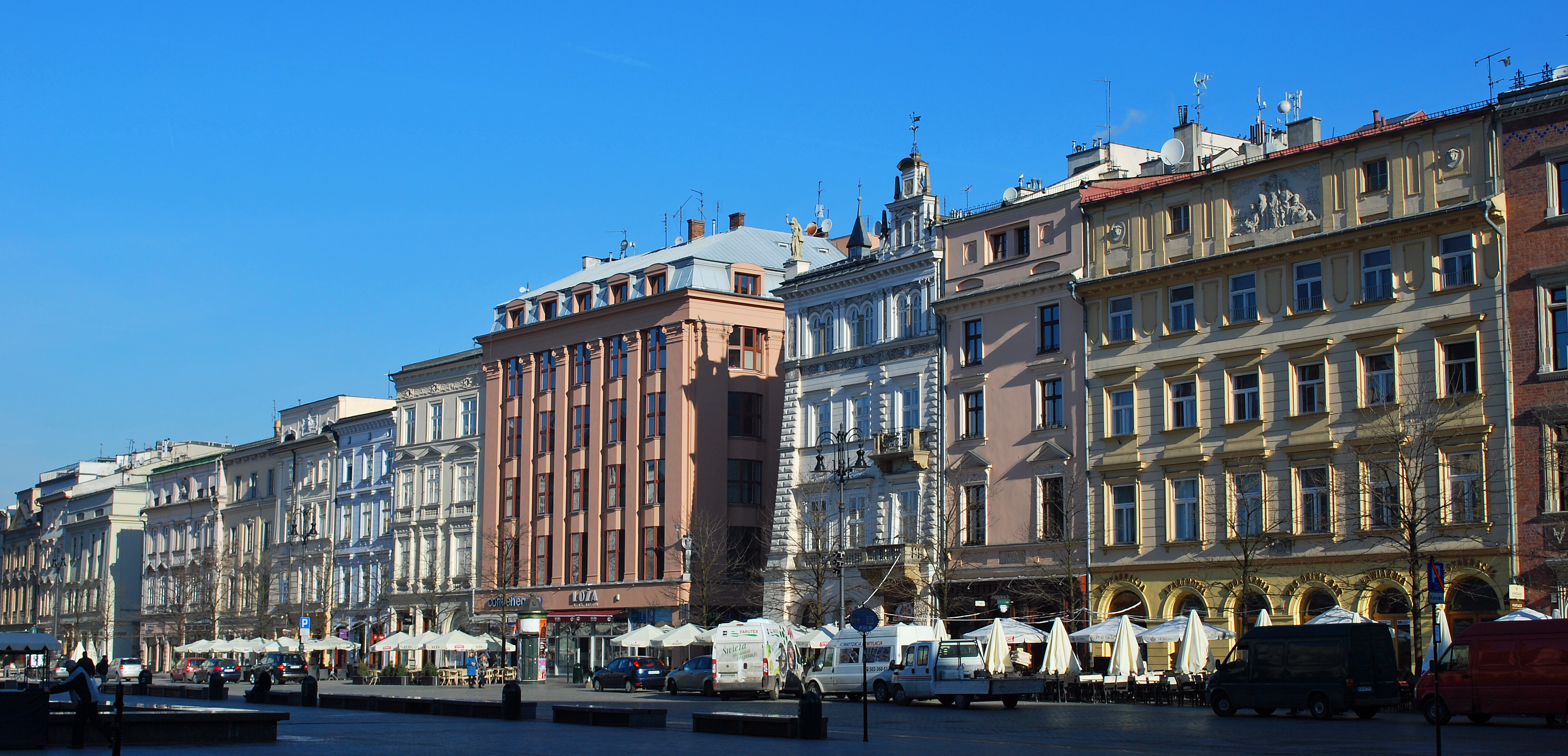
Linia A–B, północna pierzeja

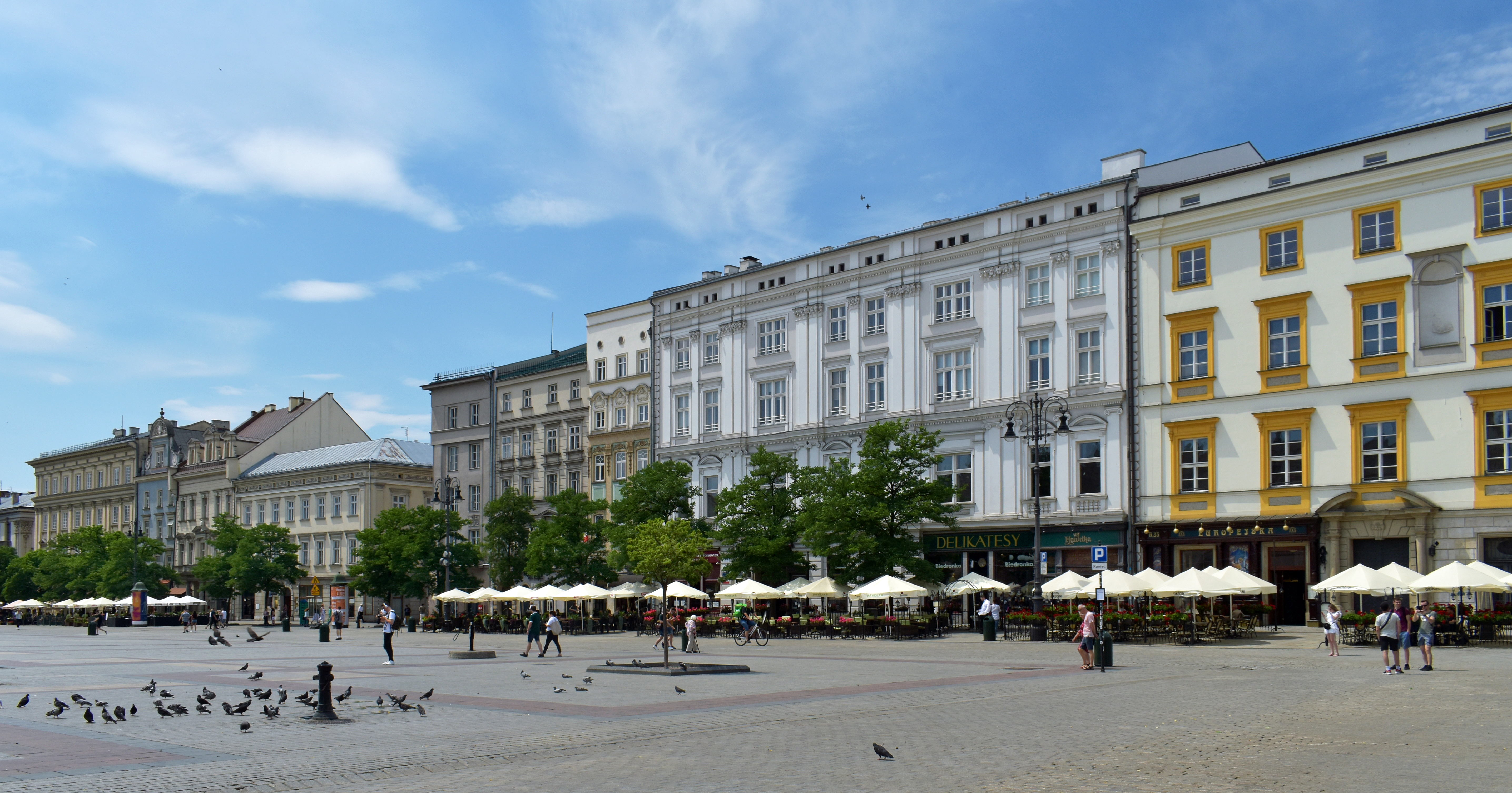
Linia C–D, zachodnia pierzeja

W epoce renesansu i wczesnego baroku na Rynku Głównym (głównie na Goldzie) odprawiane były uroczyste ingresy monarsze, hołdy składane królom, triumfy i parady. Był miejscem wielu okazałych uroczystości i wydarzeń historycznych I Rzeczypospolitej. Na rynku 10 kwietnia 1525 roku książę Prus Albrecht Hohenzollern złożył hołd lenny królowi polskiemu Zygmuntowi Staremu. Odbyła się na nim także przysięga wojskowa na wierność konstytucji 3 maja (1791). 24 marca 1794 Najwyższy Naczelnik Siły Zbrojnej Narodowej Tadeusz Kościuszko złożył przysięgę narodowi, rozpoczynając powstanie. Rynek Główny pamięta także wjazd księcia Józefa Poniatowskiego i zajęcie odwachu przez wojska polskie 1809 r., a także bale w Sukiennicach na cześć Napoleona.
Rynek znajduje się na Drodze Królewskiej, wiodącej od Barbakanu na Wawel, którędy odbywały się uroczyste wjazdy króla i delegacji zagranicznych.
Był miejscem wydarzeń militarnych rewolucji krakowskiej (1846) i Wiosny Ludów (1848).
Na Rynku Głównym wykonywano publiczne wyroki śmierci, często połączone z torturami (m.in. ścięcie Andrzeja Wierzynka, wnuka Mikołaja). Nożem kaleczono skazańców (obecnie nóż ten zawieszony jest w przejściu w Sukiennicach).
Na przełomie XVII i XVIII w. powstało kilka okazałych pałaców późnobarokowych (Pałac Spiski), przebudowano kilka starszych (Kamienica Hetmańska, Margrabska, Pod Ewangelistami, Szara Kamienica).
Za uchwałą senatu wyburzono w latach 1817–1820 ratusz pozostawiając tylko wieżę. Po 1830 roku powstały pierwsze postoje fiakrów, nierzadko błędnie nazywanych dorożkami. Większość kamienic przeszła na przełomie XVIII i XIX w. w ręce nowych w Krakowie rodzin kupieckich. Część pałaców wykupiły nowe rodziny arystokratyczne, m.in. Potoccy herbu Pilawa kupili pałac „Pod Baranami”.
W 1882 Austriacy wprowadzili numerację kamienic w Krakowie, także przy Rynku oraz podział pierzei na tzw. linie:
- linia A – B – pierzeja między ul. Floriańską a Sławkowską
- linia C – D – pierzeja między ul. Szczepańską a św. Anny
- linia E – F – pierzeja między ul. Wiślną a Grodzką
- linia G – H – pierzeja między ul. Grodzką a pl. Mariackim

Również w 1882 r. uruchomiono pierwszą w Krakowie wąskotorową linię tramwaju konnego, wiodącą przez Rynek Główny. W kolejnych latach rynek był najważniejszym węzłem komunikacyjnym miasta – krzyżowały się na nim trasy kilku linii tramwajowych. W 1951 roku, mimo sprzeciwu specjalistów, władze podjęły decyzję o likwidacji torowisk na rynku. Proces ten trwał stopniowo. 27 czerwca 1952 roku przez rynek przejechał ostatni tramwaj normalnotorowy, zaś tramwaje wąskotorowe zniknęły z niego ostatecznie 13 lutego 1953 roku, wraz z ich likwidacją. Torowiska zostały zdemontowane kilka lat później, do tego czasu funkcjonowała na nim atrakcja w postaci kursów tramwaju konnego.
W 1898 r. wzniesiono pomnik Adama Mickiewicza.
W latach 1929–1932 na linii A-B wzniesiono gmach Towarzystwa Ubezpieczeniowego „Feniks”. Zbudowano go według koncepcji Adolfa Szyszko-Bohusza, a projekt wywoływał kontrowersje.

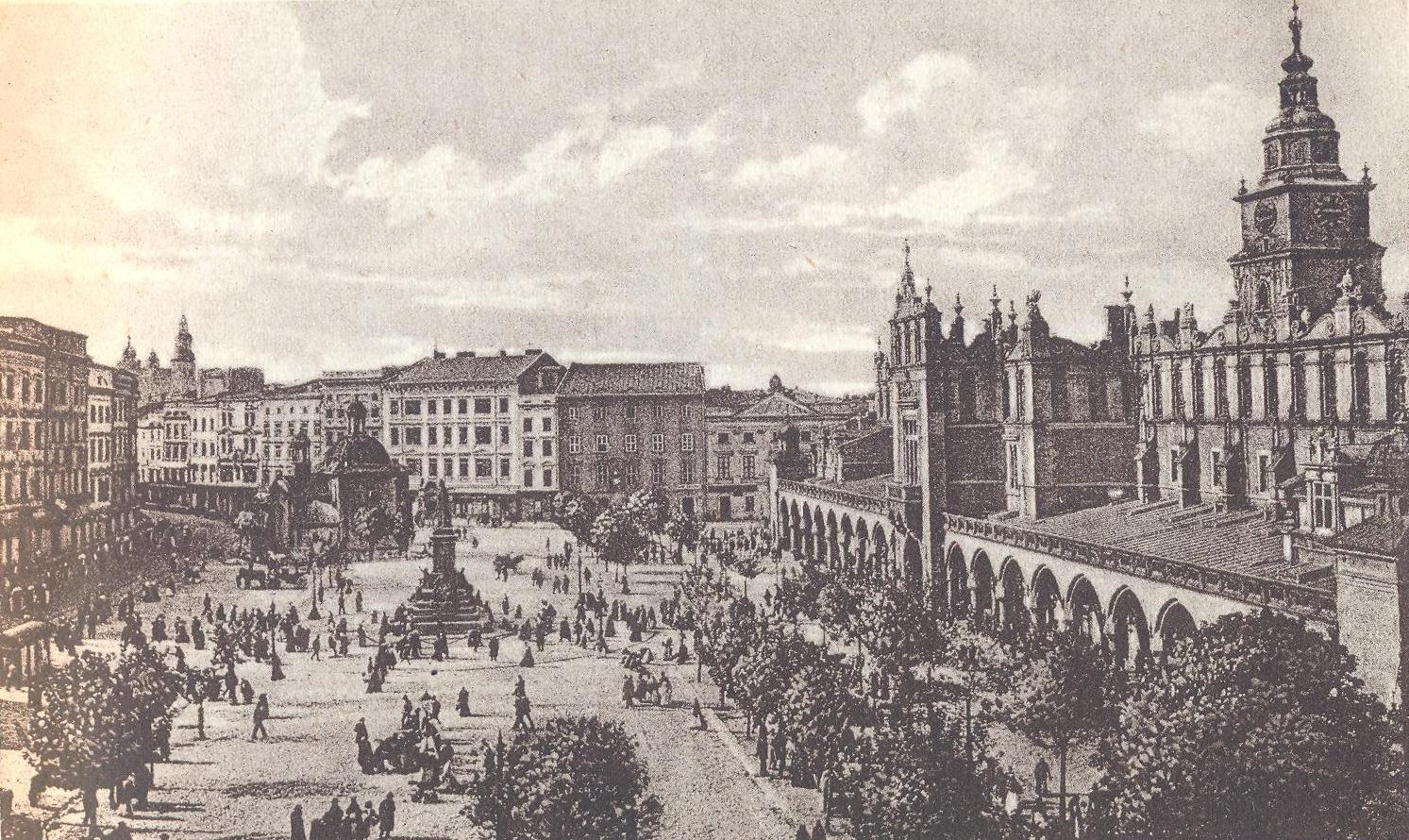
Rynek Główny, 1930

W 1940 r. niemieccy okupanci przemianowali Rynek Główny na Adolf-Hitler Platz. Po zakończeniu działań wojennych 18 stycznia 1945 r. przywrócono przedwojenną nazwę (jak wszystkich ulic i placów Krakowa, których nazwy zmienił okupant).
4 stycznia 1979 r. Rynek zamknięto dla ruchu samochodów.

## Imprezy i wydarzenia

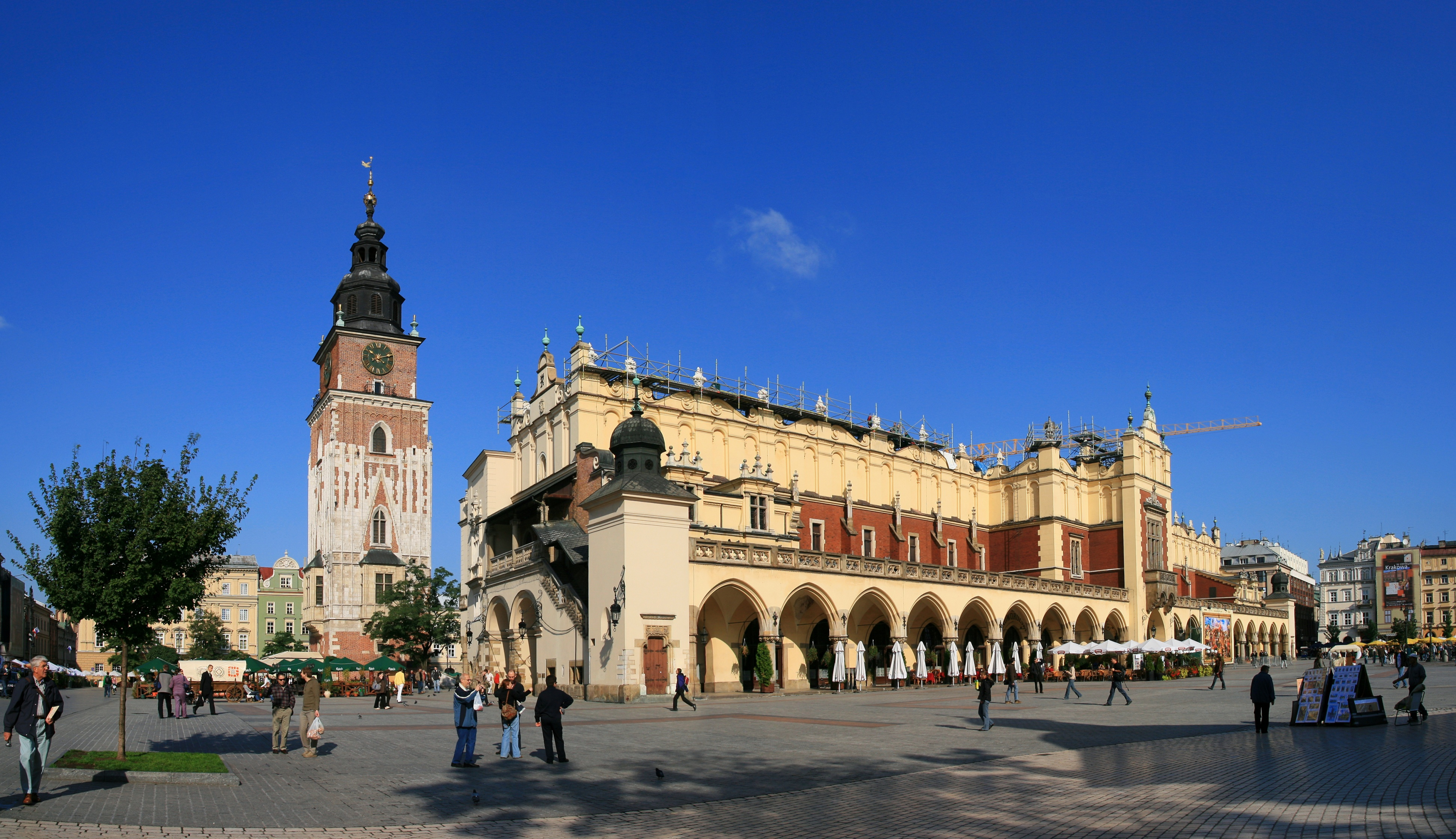
Kraków, Rynek Główny – Sukiennice i Wieża Ratuszowa

Rynek jest miejscem cyklicznych spotkań, letnich festiwali, koncertów, targów i prezentacji:
- Międzynarodowe Spotkanie Orkiestr Wojskowych (czerwiec)
- Finały Wielkiej Orkiestry Świątecznej Pomocy
- korowód uczestników Międzynarodowego Festiwalu Teatrów Ulicznych
- Festiwal Tańców Dworskich pod Wieżą Ratuszową (sierpień)
- coroczna zabawa sylwestrowa – największy bal w kraju
- targi bożonarodzeniowe (grudzień)
- targi wielkanocne (marzec – kwiecień)
- targi Cepeliada (sierpień)
- intronizacja króla kurkowego (czerwiec)
- inauguracja juwenaliów
- start i meta, lub element trasy Cracovia Maratonu
- Finał Pochodu Lajkonika
- konkurs szopek, zapoczątkowany w 1937 r.
- Parada Smoków – impreza organizowana od roku 2000 przez Teatr Lalki, Maski i Aktora Groteska, zazwyczaj w czerwcu

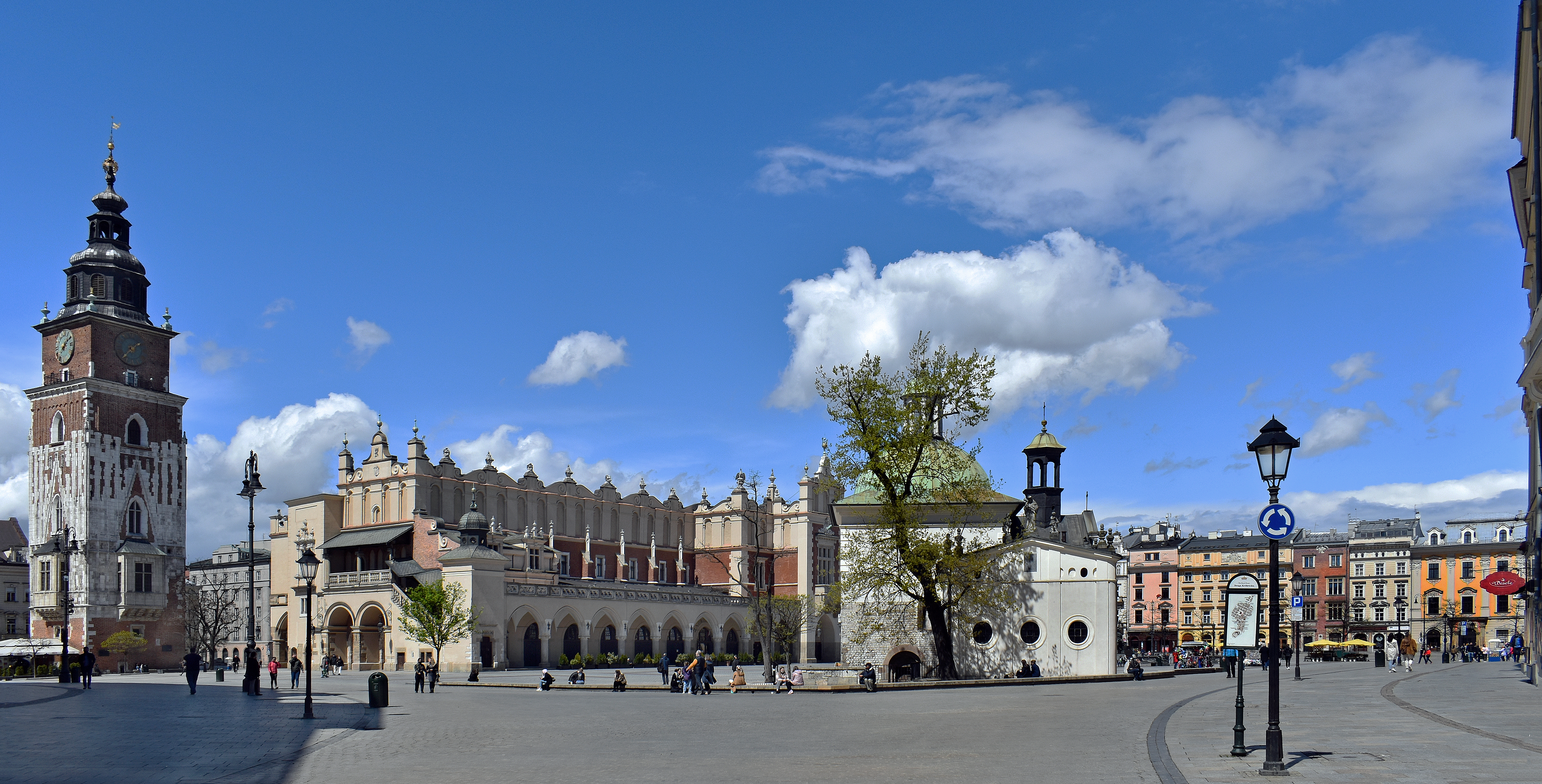
Panorama Rynku z południa, z ulicy Grodzkiej

- targi staroci

## Legendy
Z Rynkiem Głównym związane są liczne legendy:
- o gołębiach
- o hejnale
- o Twardowskim
- o nożu w Sukiennicach